# 2004-es úszó-Európa-bajnokság
A 2004-es úszó-Európa-bajnokságot Madridban, Spanyolországban, rendezték május 5. és május 16. között. Az Eb-n 58 versenyszámot rendeztek. 38-at úszásban, 6-ot nyílt vízi úszásban, 10-et műugrásban és 4-et szinkronúszásban.

## Éremtáblázat
(A táblázatban Magyarország és a rendező nemzet eltérő háttérszínnel kiemelve.)
| Helyezés | Nemzet           | Arany | Ezüst | Bronz | Összesen |
| 1.       | Ukrajna          | 11    | 3     | 5     | 19       |
| 2.       | Oroszország      | 10    | 15    | 5     | 30       |
| 3.       | Olaszország      | 8     | 6     | 12    | 26       |
| 4.       | Németország      | 7     | 3     | 5     | 15       |
| 5.       | Franciaország    | 6     | 7     | 4     | 17       |
| 6.       | Spanyolország    | 3     | 6     | 4     | 13       |
| 7.       | Ausztria         | 3     | 1     | 1     | 5        |
| 8.       | Magyarország     | 2     | 1     | 3     | 6        |
| 9.       | Svédország       | 2     | 1     | 2     | 5        |
| 10.      | Románia          | 1     | 3     | 5     | 9        |
| 11.      | Hollandia        | 1     | 3     | 2     | 6        |
| 12.      | Finnország       | 1     | 2     | 0     | 3        |
| 13.      | Szlovákia        | 1     | 1     | 0     | 2        |
| 14.      | Lengyelország    | 1     | 0     | 1     | 2        |
| 15.      | Csehország       | 1     | 0     | 0     | 1        |
| 16.      | Szlovénia        | 0     | 3     | 2     | 5        |
| 17.      | Fehéroroszország | 0     | 2     | 0     | 2        |
| 18.      | Nagy-Britannia   | 0     | 1     | 0     | 1        |
| 18.      | Litvánia         | 0     | 1     | 0     | 1        |
| 20.      | Bulgária         | 0     | 0     | 2     | 2        |
| 20.      | Dánia            | 0     | 0     | 2     | 2        |
| 20.      | Görögország      | 0     | 0     | 2     | 2        |
| 23.      | Horvátország     | 0     | 0     | 1     | 1        |
| Összesen | Összesen         | 58    | 59    | 58    | 175      |

## Érmesek

### Úszás

#### Férfi
| Versenyszám                    | Arany                                                                                          | Arany    | Ezüst                                                                                 | Ezüst    | Bronz                                                                              | Bronz    |
| ------------------------------ | ---------------------------------------------------------------------------------------------- | -------- | ------------------------------------------------------------------------------------- | -------- | ---------------------------------------------------------------------------------- | -------- |
| 50 m-es gyorsúszás             | Alekszandr Popov · Oroszország                                                                 | 22,32    | Stefan Nystrand · Svédország                                                          | 22,42    | Lorenzo Vismara · Olaszország                                                      | 22,45    |
| 100 m-es gyorsúszás            | Filippo Magnini · Olaszország                                                                  | 48,87    | Pieter van den Hoogenband · Hollandia                                                 | 49,33    | Christian Galenda · Olaszország                                                    | 49,55    |
| 200 m-es gyorsúszás            | Pieter van den Hoogenband · Hollandia                                                          | 1:47,05  | Andrej Kapralov · Oroszország                                                         | 1:48,28  | Filippo Magnini · Olaszország · Massimiliano Rosolino · Olaszország                | 1:48,69  |
| 400 m-es gyorsúszás            | Emiliano Brembilla · Olaszország                                                               | 3:49,14  | Jurij Prilukov · Oroszország                                                          | 3:49,51  | Dragoș Coman · Románia                                                             | 3:49,52  |
| 1500 m-es gyorsúszás           | Jurij Prilukov · Oroszország                                                                   | 15:04,35 | Ihor Cservinszkij · Ukrajna                                                           | 15:11,94 | Dragoș Coman · Románia                                                             | 15:15,52 |
|                                |                                                                                                |          |                                                                                       |          |                                                                                    |          |
| 50 m-es hátúszás               | Stev Theloke · Németország                                                                     | 25,61    | Darius Grigalionis · Litvánia                                                         | 25,67    | David Ortega · Spanyolország                                                       | 25,69    |
| 100 m-es hátúszás              | Cseh László · Magyarország                                                                     | 55,26    | Markus Rogan · Ausztria                                                               | 55,27    | Stev Theloke · Németország                                                         | 55,39    |
| 200 m-es hátúszás              | Markus Rogan · Ausztria                                                                        | 1:57,58  | Răzvan Florea · Románia                                                               | 1:58,00  | Simon Dufour · Franciaország                                                       | 1:58,54  |
|                                |                                                                                                |          |                                                                                       |          |                                                                                    |          |
| 50 m-es mellúszás              | Oleh Liszohor · Ukrajna                                                                        | 27,55    | Hugues Duboscq · Franciaország                                                        | 28,23    | Matjaž Markič · Szlovénia                                                          | 28,24    |
| 100 m-es mellúszás             | Oleh Liszohor · Ukrajna                                                                        | 1:01,13  | Hugues Duboscq · Franciaország                                                        | 1:01,25  | Bodor Richárd · Magyarország                                                       | 1:01,54  |
| 200 m-es mellúszás             | Paolo Bossini · Olaszország                                                                    | 2:11,73  | Dmitrij Komornyikov · Oroszország                                                     | 2:12,02  | Bodor Richárd · Magyarország                                                       | 2:13,27  |
|                                |                                                                                                |          |                                                                                       |          |                                                                                    |          |
| 50 m-es pillangóúszás          | Szerhij Breusz · Ukrajna                                                                       | 24,02    | Nyikolaj Szkvorcov · Oroszország                                                      | 24,05    | Andrij Szergyinov · Ukrajna                                                        | 24,16    |
| 100 m-es pillangóúszás         | Andrij Szergyinov · Ukrajna                                                                    | 52,31    | Franck Esposito · Franciaország                                                       | 52,65    | Nyikolaj Szkvorcov · Oroszország                                                   | 52,74    |
| 200 m-es pillangóúszás         | Denisz Szilantyjev · Ukrajna                                                                   | 1:56,71  | Ioan Gherghel · Románia                                                               | 1:56,82  | Anatolij Poljakov · Oroszország                                                    | 1:57,45  |
|                                |                                                                                                |          |                                                                                       |          |                                                                                    |          |
| 200 m-es vegyesúszás           | Markus Rogan · Ausztria                                                                        | 1:59,79  | Jani Sievinen · Finnország                                                            | 2:00,43  | Massimiliano Rosolino · Olaszország                                                | 2:00,53  |
| 400 m-es vegyesúszás           | Cseh László · Magyarország                                                                     | 4:12,86  | Luca Marin · Olaszország                                                              | 4:14,31  | Alessio Boggiatto · Olaszország                                                    | 4:14,32  |
|                                |                                                                                                |          |                                                                                       |          |                                                                                    |          |
| 4 × 100 m-es gyorsúszás váltó  | Olaszország · Lorenzo Vismara · Christian Galenda · Giacomo Vassanelli · Filippo Magnini       | 3:15,66  | Oroszország · Andrej Kapralov · Jevgenyij Lagunov · Ivan Uszov · Gyenyisz Pimankov    | 3:17,00  | Franciaország · Amaury Leveaux · Germain Cayette · Julien Sicot · Fabien Gilot     | 3:18,10  |
| 4 × 200 m-es gyorsúszás váltó  | Olaszország · Emiliano Brembilla · Matteo Pelliciari · Massimiliano Rosolino · Filippo Magnini | 7:11,93  | Oroszország · Makszim Kuznyecov · Jevgenyij Nacvin · Andrej Kapralov · Jurij Prilukov | 7:16,95  | Franciaország · Fabien Horth · Nicolas Kintz · Nicolas Rostoucher · Amaury Leveaux | 7:19,00  |
| 4 × 100 m-es vegyesúszás váltó | Ukrajna · Volodimir Nyikolajcsuk · Oleh Liszohor · Andrij Szergyinov · Jurij Jehosin           | 3:37,14  | Franciaország · Simon Dufour · Hugues Duboscq · Franck Esposito · Julien Sicot        | 3:37,77  | Magyarország · Cseh László · Bodor Richárd · Gáspár Zsolt · Zubor Attila           | 3:37,86  |

#### Női
| Versenyszám                    | Arany                                                                             | Arany   | Ezüst                                                                                | Ezüst   | Bronz                                                                                  | Bronz   |
| ------------------------------ | --------------------------------------------------------------------------------- | ------- | ------------------------------------------------------------------------------------ | ------- | -------------------------------------------------------------------------------------- | ------- |
| 50 m-es gyorsúszás             | Therese Alshammar · Svédország                                                    | 25,12   | Szvetlana Hohlova · Fehéroroszország                                                 | 25,20   | Sandra Völker · Németország                                                            | 25,24   |
| 100 m-es gyorsúszás            | Malia Metella · Franciaország                                                     | 54,46   | Marleen Veldhuis · Hollandia                                                         | 54,86   | Nery Mantey Niangkouara · Görögország                                                  | 55,05   |
| 200 m-es gyorsúszás            | Camelia Potec · Románia                                                           | 1:58,20 | Solenne Figuès · Franciaország                                                       | 1:58,30 | Josefin Lillhage · Svédország                                                          | 1:59,45 |
| 400 m-es gyorsúszás            | Laure Manaudou · Franciaország                                                    | 4:07,90 | Camelia Potec · Románia                                                              | 4:09,31 | Jana Klocskova · Ukrajna                                                               | 4:10,53 |
| 800 m-es gyorsúszás            | Erika Villaecija · Spanyolország                                                  | 8:31,26 | Anja Čarman · Szlovénia                                                              | 8:37,10 | Camelia Potec · Románia                                                                | 8:37,56 |
|                                |                                                                                   |         |                                                                                      |         |                                                                                        |         |
| 50 m-es hátúszás               | Ilona Hlaváčková · Csehország                                                     | 29,00   | Nina Zhivanevskaya · Spanyolország                                                   | 29,03   | Alessandra Cappa · Olaszország                                                         | 29,28   |
| 100 m-es hátúszás              | Laure Manaudou · Franciaország                                                    | 1:00,93 | Sztanyiszlava Komarova · Oroszország                                                 | 1:01,89 | Nina Zhivanevskaya · Spanyolország                                                     | 1:02,38 |
| 200 m-es hátúszás              | Sztanyiszlava Komarova · Oroszország                                              | 2:10,97 | Anja Čarman · Szlovénia                                                              | 2:13,12 | Sanja Jovanović · Horvátország                                                         | 2:13,95 |
|                                |                                                                                   |         |                                                                                      |         |                                                                                        |         |
| 50 m-es mellúszás              | Maria Östling · Svédország                                                        | 31,68   | Jelena Bogomazova · Oroszország                                                      | 31,90   | Majken Thorup · Dánia                                                                  | 32,05   |
| 100 m-es mellúszás             | Szvitlana Bondarenko · Ukrajna                                                    | 1:09,23 | Jelena Bogomazova · Oroszország                                                      | 1:09,37 | Mirna Jukić · Ausztria                                                                 | 1:09,41 |
| 200 m-es mellúszás             | Mirna Jukić · Ausztria                                                            | 2:27,25 | Alenka Kejžar · Szlovénia                                                            | 2:29,71 | Jelena Bogomazova · Oroszország                                                        | 2:29,77 |
|                                |                                                                                   |         |                                                                                      |         |                                                                                        |         |
| 50 m-es pillangóúszás          | Natalja Szutyagina · Oroszország                                                  | 27,04   | Martina Moravcová · Szlovénia                                                        | 27,09   | Chantal Groot · Hollandia                                                              | 27,11   |
| 100 m-es pillangóúszás         | Martina Moravcová · Szlovénia                                                     | 58,05   | Malia Metella · Franciaország                                                        | 58,78   | Otylia Jędrzejczak · Lengyelország                                                     | 58,85   |
| 200 m-es pillangóúszás         | Otylia Jędrzejczak · Lengyelország                                                | 2:06,47 | Paola Cavallino · Olaszország                                                        | 2:09,27 | Mette Jacobsen · Dánia                                                                 | 2:09,43 |
|                                |                                                                                   |         |                                                                                      |         |                                                                                        |         |
| 200 m-es vegyes úszás          | Jana Klocskova · Ukrajna                                                          | 2:12,56 | Hanna Shcherba · Fehéroroszország                                                    | 2:15,03 | Beatrice Căslaru · Románia                                                             | 2:15,70 |
| 400 m-es vegyesúszás           | Jana Klocskova · Ukrajna                                                          | 4:38,52 | Risztov Éva · Magyarország                                                           | 4:40,34 | Anja Klinar · Szlovénia                                                                | 4:46,05 |
|                                |                                                                                   |         |                                                                                      |         |                                                                                        |         |
| 4 × 100 m-es gyorsúszás váltó  | Franciaország · Solenne Figuès · Céline Couderc · Aurore Mongel · Malia Metella   | 3:40,67 | Hollandia · Chantal Groot · Inge Dekker · Annabel Kosten · Marleen Veldhuis          | 3:41,39 | Svédország · Johanna Sjöberg · Gabriella Fagundez · Cathrin Carlzon · Josefin Lillhage | 3:43,54 |
| 4 × 200 m-es gyorsúszás váltó  | Spanyolország · Tatiana Rouba · Melissa Caballero · Laura Roca · Erika Villaecija | 8:03,41 | Franciaország · Céline Couderc · Katarin Quelennec · Elsa N'Guessan · Solenne Figuès | 8:06,04 | Románia · Camelia Potec · Larisa Lăcustă · Beatrice Căslaru · Simona Păduraru          | 8:06,26 |
| 4 × 100 m-es vegyesúszás váltó | Franciaország · Laure Manaudou · Laurie Thomassin · Aurore Mongel · Malia Metella | 4:05,96 | Ukrajna · Irina Amsennyikova · Szvitlana Bondarenko · Jana Klocskova · Olha Mukomol  | 4:06,35 | Hollandia · Stefanie Luiken · Madelon Baans · Chantal Groot · Marleen Veldhuis         | 4:07,41 |

### Nyílt vízi úszás

#### Férfi
| Versenyszám               | Arany                             | Arany     | Ezüst                            | Ezüst     | Bronz                         | Bronz     |
| ------------------------- | --------------------------------- | --------- | -------------------------------- | --------- | ----------------------------- | --------- |
| 5 km-es nyílt vízi úszás  | Fabio Venturini · Olaszország     | 51:41,4   | Alan Bircher · Nagy-Britannia    | 51:55,4   | Stefano Rubaudo · Olaszország | 52:11,8   |
| 10 km-es nyílt vízi úszás | Jevgenyij Kocskarov · Oroszország | 1:45:21,5 | Massimiliano Parla · Olaszország | 1:45:22,8 | Anton Szanacsev · Oroszország | 1:45:23,9 |
| 25 km-es nyílt vízi úszás | Jevgenyij Kocskarov · Oroszország | 4:18:00,5 | David Meca · Spanyolország       | 4:18:00,5 | Petar Sztojcsev · Bulgária    | 4:18:02,5 |

#### Női
| Versenyszám               | Arany                       | Arany     | Ezüst                         | Ezüst     | Bronz                       | Bronz     |
| ------------------------- | --------------------------- | --------- | ----------------------------- | --------- | --------------------------- | --------- |
| 5 km-es nyílt vízi úszás  | Britta Kamrau · Németország | 59:11,3   | Stefanie Biller · Németország | 59:14,4   | Xenia López · Spanyolország | 59:16,3   |
| 10 km-es nyílt vízi úszás | Britta Kamrau · Németország | 1:54:24,0 | Marta Nogues · Spanyolország  | 1:54:25,6 | Angela Maurer · Németország | 1:54:26,0 |
| 25 km-es nyílt vízi úszás | Britta Kamrau · Németország | 4:39:11,0 | Natalja Pankina · Oroszország | 4:39:23,5 | Ivanka Moraljeva · Bulgária | 4:41:21,2 |

### Műugrás

#### Férfi
| Versenyszám           | Arany                                          | Arany  | Ezüst                                                                                     | Ezüst  | Bronz                                      | Bronz  |
| --------------------- | ---------------------------------------------- | ------ | ----------------------------------------------------------------------------------------- | ------ | ------------------------------------------ | ------ |
| 1 m-es műugrás        | Joona Puhakka · Finnország                     | 430,86 | Nicola Marconi · Olaszország                                                              | 392,25 | Tobias Schellenberg · Németország          | 389,07 |
| 3 m-es műugrás        | Andreas Wels · Németország                     | 695,76 | Joona Puhakka · Finnország                                                                | 676,80 | Vassiliy Lisovskiy · Oroszország           | 668,28 |
| 10 m-es toronyugrás   | Roman Volodkov · Ukrajna                       | 666,18 | Francesco dell'Uomo · Olaszország                                                         | 664,80 | Heiko Meyer · Németország                  | 649,98 |
| 3 m-es szinkronugrás  | Olaszország · Nicola Marconi · Tommaso Marconi | 322,50 | Oroszország · Sergey Anikin · Vassiliy Lisovskiy                                          | 321,90 | Ukrajna · Dmytro Lysenko · Yuriy Shlyakhov | 321,24 |
| 10 m-es szinkronugrás | Ukrajna · Anton Sacharov · Roman Volodkov      | 354,72 | Németország · Tony Adam · Heiko Meyer · Oroszország · Oleg Vikulov · Konstantin Khanbekov | 345,78 | nem adták ki                               |        |

#### Női
| Versenyszám           | Arany                                        | Arany  | Ezüst                                                 | Ezüst  | Bronz                                              | Bronz  |
| --------------------- | -------------------------------------------- | ------ | ----------------------------------------------------- | ------ | -------------------------------------------------- | ------ |
| 1 m-es műugrás        | Heike Fischer · Németország                  | 289,26 | Natalya Umyskova · Oroszország                        | 285,45 | Tania Cagnotto · Olaszország                       | 283,95 |
| 3 m-es műugrás        | Yuliya Pakhalina · Oroszország               | 575,94 | Vera Ilyina · Oroszország                             | 573,99 | Olena Fedorova · Ukrajna                           | 524,31 |
| 10 m-es toronyugrás   | Tania Cagnotto · Olaszország                 | 538,56 | Olena Zhupina · Ukrajna                               | 507,45 | Valentina Marocchi · Olaszország                   | 504,93 |
| 3 m-es szinkronugrás  | Oroszország · Vera Ilyina · Yuliya Pakhalina | 337,38 | Németország · Ditte Kotzian · Conny Schmalfuß         | 302,64 | Ukrajna · Olena Fedorova · Kristina Ishchenko      | 289,59 |
| 10 m-es szinkronugrás | Németország · Nora Subschinski · Annett Gamm | 303,72 | Spanyolország · Dolores Saez de Ibarra · Leire Santos | 294,60 | Olaszország · Brenda Spaziani · Valentina Marocchi | 294,06 |

### Szinkronúszás
| Versenyszám     | Arany                                                   | Arany  | Ezüst                                         | Ezüst  | Bronz                                           | Bronz  |
| --------------- | ------------------------------------------------------- | ------ | --------------------------------------------- | ------ | ----------------------------------------------- | ------ |
| Egyéni          | Virginie Dedieu · Franciaország                         | 99,600 | Natalia Ishchenko · Oroszország               | 97,800 | Gemma Mengual · Spanyolország                   | 97,300 |
| Páros           | Oroszország · Anastasia Davydova · Anastasiya Yermakova | 99,500 | Spanyolország · Gemma Mengual · Paola Tirados | 97,600 | Franciaország · Virginie Dedieu · Laure Thibaud | 96,300 |
| Csapat          | Oroszország                                             | 99,300 | Spanyolország                                 | 97,900 | Olaszország                                     | 96,400 |
| Kombinációs kűr | Spanyolország                                           | 97,900 | Olaszország                                   | 95,500 | Görögország                                     | 94,200 |